# Parada do Monte
Parada do Monte é uma povoação portuguesa do Município de Melgaço que foi sede da extinta Freguesia de Parada do Monte, freguesia que tinha 27,32 km² de área e 370 habitantes (2011), e, por isso, uma densidade populacional de 13,5 hab./km².
A Freguesia de Parada do Monte foi extinta (agregada) pela reorganização administrativa de 2012/2013, tendo o seu território sido agregado ao da Freguesia de Cubalhão para criar a União de Freguesias de Parada do Monte e Cubalhão.

## População
| População da freguesia de Parada do Monte | População da freguesia de Parada do Monte | População da freguesia de Parada do Monte | População da freguesia de Parada do Monte | População da freguesia de Parada do Monte | População da freguesia de Parada do Monte | População da freguesia de Parada do Monte | População da freguesia de Parada do Monte | População da freguesia de Parada do Monte | População da freguesia de Parada do Monte | População da freguesia de Parada do Monte | População da freguesia de Parada do Monte | População da freguesia de Parada do Monte | População da freguesia de Parada do Monte | População da freguesia de Parada do Monte |
| ----------------------------------------- | ----------------------------------------- | ----------------------------------------- | ----------------------------------------- | ----------------------------------------- | ----------------------------------------- | ----------------------------------------- | ----------------------------------------- | ----------------------------------------- | ----------------------------------------- | ----------------------------------------- | ----------------------------------------- | ----------------------------------------- | ----------------------------------------- | ----------------------------------------- |
| 1864                                      | 1878                                      | 1890                                      | 1900                                      | 1911                                      | 1920                                      | 1930                                      | 1940                                      | 1950                                      | 1960                                      | 1970                                      | 1981                                      | 1991                                      | 2001                                      | 2011                                      |
| 703                                       | 873                                       | 801                                       | 832                                       | 892                                       | 803                                       | 760                                       | 932                                       | 968                                       | 1 131                                     | 1 075                                     | 821                                       | 620                                       | 487                                       | 370                                       |

| Distribuição da População por Grupos Etários | Distribuição da População por Grupos Etários | Distribuição da População por Grupos Etários | Distribuição da População por Grupos Etários | Distribuição da População por Grupos Etários | Distribuição da População por Grupos Etários | Distribuição da População por Grupos Etários | Distribuição da População por Grupos Etários | Distribuição da População por Grupos Etários | Distribuição da População por Grupos Etários |
| -------------------------------------------- | -------------------------------------------- | -------------------------------------------- | -------------------------------------------- | -------------------------------------------- | -------------------------------------------- | -------------------------------------------- | -------------------------------------------- | -------------------------------------------- | -------------------------------------------- |
| Ano                                          | 0-14 Anos                                    | 15-24 Anos                                   | 25-64 Anos                                   | > 65 Anos                                    |                                              | 0-14 Anos                                    | 15-24 Anos                                   | 25-64 Anos                                   | > 65 Anos                                    |
| 2001                                         | 61                                           | 37                                           | 226                                          | 163                                          |                                              | 12,5%                                        | 7,6%                                         | 46,4%                                        | 33,5%                                        |
| 2011                                         | 24                                           | 29                                           | 152                                          | 165                                          |                                              | 6,5%                                         | 7,8%                                         | 41,1%                                        | 44,6%                                        |

## Localização
A freguesia de Parada do Monte, situada aproximadamente no centro geográfico do seu município, dista doze quilómetros da Vila. Confronta com Cousso e Cubalhão, a norte, Lamas de Mouro, a nascente, Gavieira (Arcos de Valdevez), a sul, e Gave e Riba de Mouro (Monção), a poente.
Além da sede, a Freguesia era composta pelos seguintes lugares principais: Aldeia Grande, Coto Santo, Trigueira, Carrascal, Costa, Cortegada, Casal, Tablado, Chão do Bezerro, Pereiral, Lagarteira, Paço e Coto do Paço.

## História
De acordo com o padre Aníbal Rodrigues, o seu topónimo deverá indicar a existência de uma antiga via romana e do sítio onde os viandantes, a pé ou a cavalo, costumavam descansar depois de uma longa e difícil caminhada. De facto, praticamente nenhuma estrada romana deixa de ter na sua extensão os nomes que informam dos lugares nos quais os seus utentes retemperavam forças e aos animais substituíam as ferraduras – Parada ou Albergaria.
Foi vigairaria da apresentação do reitor de Riba de Mouro, no termo de Valadares. O reitor apresentava o vigário colado, que tinha de rendimento cento e trinta mil réis.
Em Vale de Poldras, nos limites da velha paróquia, havia um couto, armado e defendido por Paio Rodrigues de Araújo. Em 1720, o couto era ainda registado, possuído pelo sexto neto do dito Paio, Manuel de Araújo Caldas, de Valadares. Tinha já perdido, todavia, a maioria dos seus antigos privilégios.
Pertenceu ao antigo concelho de Valadares até á sua extinção, em 24 de Outubro de 1855. Passou então a integrar o concelho de Melgaço.
A paisagem e o modo de vida estão definitivamente marcados pelos rios Mouro e Mourilhão, que atravessam a freguesia. É uma beleza natural, digna de ser admirada, mas resulta também num forte contributo para o enriquecimento destas terras férteis em milho e batata, em pinhais, santuário de vegetação rasteira, como a urze ou a carqueja, e onde a matança da rés é a fartura das mesas do povo.
Segundo o padre Carvalho, “nestas montanhas, onde há muita caça e veação”, aqui se fazia o melhor burel das ovelhas galegas de todo o mais reino, donde é muito procurado, para cobertas de camas de lavradores, ou criados, e ainda de muitos nobres para as meterem entre cobertores, é muito branco, grosso e macio.
De algum interesse arquitectónico, merecem referência a igreja paroquial, do século XVIII, sem estilo definido, e um conjunto de alminhas, resguardadas por grades de ferro, onde os fiéis depositam as suas dádivas, especialmente constituídas por espigas de milho.
O orgulho das gentes de Parada do Monte é o seu Grupo de Gaiteiros e o Grupo Coral.

## Religião
O aspecto religioso é muito marcante, havendo capelas em todas as brandas e em alguns lugares da freguesia, onde acontecem festas religiosas, significando um momento de fé e convivência.

### Festas religiosas
- Festa do Menino (1 de Janeiro)
- Festa em honra de S.Marcos (Domingo a seguir ao 25 de Abril)
- Festa em honra de Nossa Senhora da Ajuda (Último Domingo de Maio)
- Festa em honra de Santo António (Domingo após 13 de Junho)
- Festa em honra da Senhora da Vista (Primeiro Domingo de Agosto)
- Festa em honra da Senhora da Aparecida (Segundo Domingo de Agosto)
- Festa em honra de S. Mamede, Padroeiro (17 de Agosto)
- Festa em honra da Senhora do Rosário (Domingo após o 17 de Agosto)